# Хабеков, Умар Хамидович
Умар Хамидович Хабеков (10 сентября 1921 года — 10 апреля 1945 года) — участник Великой Отечественной войны, командир стрелкового батальона 301-го гвардейского стрелкового полка 100-й гвардейской стрелковой дивизии 9-й гвардейской армии 3-го Украинского фронта, гвардии капитан, Герой Советского Союза.

## Биография
Родился 10 сентября 1921 года в ауле Малый Зеленчук ныне Хабезского района Карачаево-Черкесии. Черкес. Учился в педагогическом училище.
В Красной Армии с 1939 года. В боях Великой Отечественной войны с июня 1941 года. Член ВКП(б) с 1942 года.
Командир стрелкового батальона 301-го гвардейского стрелкового полка (100-я гвардейская стрелковая дивизия, 9-я гвардейская армия, 3-й Украинский фронт) гвардии капитан Умар Хабеков в 3 апреля 1945 года, находясь в авангарде полка, в боях за столицу Австрии город Вену с вверенным ему батальоном освободил до пятисот советских и четыреста французских военнопленных, а в ночь на 9 апреля 1945 года — уничтожил до двух сотен вражеских солдат и офицеров и пленил около ста пятидесяти гитлеровцев, захватил четыре зенитных орудия и шесть пулемётов.
10 апреля 1945 года стрелковый батальон гвардии капитана Хабекова У. Х. в числе первых в 301-м гвардейском стрелковом полку форсировал Дунайский канал. В бою за плацдарм погиб. Похоронен на Центральном кладбище в Вене. На могиле установлен памятник. К званию Героя Советского Союза отважный комбат-гвардеец представлялся в 1944 и 1945 годах.
По ходатайству депутата Верховного Совета РСФСР У. Е. Темирова, Указом Президента СССР от 11 декабря 1990 года «за мужество и отвагу, проявленные в период Великой Отечественной войны 1941—1945 годов», гвардии капитану Хабекову Умару Хамидовичу посмертно было присвоено звание Героя Советского Союза.

## Награды
- Медаль «Золотая Звезда»;
- орден Ленина;
- орден Александра Невского (23.07.1944), первоначально представлен к званию Героя Советского Союза[2];
- орден Отечественной войны 1-й степени (07.06.1945), первоначально представлен посмертно к званию Героя Советского Союза[3].

## Память
Имя Умара Хабекова носят средняя школа № 8 города Раменское Московской области, улицы в аулах Хабез и Малый Зеленчук Карачаево-Черкесии. 6 мая 2005 года, в городе Черкесске — столице Карачаево-Черкесской Республики, в парке Победы состоялось открытие памятника воинам Великой Отечественной войны — Аллеи Героев. На Аллее Героев мемориального комплекса воздвигнуты бюсты Героев Советского Союза и Российской Федерации, среди которых бюст У. Х. Хабекова. В городе Раменское Московской области (где формировалась 100-я гвардейская воздушно-десантная дивизия) в честь Героев-десантников названа улица.